# 呂大川
吕大川（？—？），字中源。浙江新昌縣人。明朝政治人物，進士出身。

## 生平
成化二十年（1484年），登甲辰科进士，曾任山西石州知州，官至广东惠州府知府，有善政，并征討张权叛亂，死於任內。